# Наро-Фоминский историко-краеведческий музей
Наро-Фоминский историко-краеведческий музей — муниципальное бюджетное учреждение культуры Московской области, которое расположено в городе Наро-Фоминске Московской области.

## История
Наро-Фоминский историко-краеведческий музей начал свою работу с 9 мая 1973 года. Изначально музей размещался в здании Никольского храма.
Во время Великой Отечественной войны при наступлении немецких войск на Москву в Наро-Фоминске велись ожесточенные бои, и здание церкви сильно пострадало от обстрелов. Рядом с храмом в память о павших был установлен мемориал – танк Т-34 и Вечный огонь. В храме была проведена реставрация и вновь открылся историко-краеведческий музей.
До 1991 года музей размещался в Никольском храме. В год празднования тысячелетия Крещения Руси церковь решили вернуть православной общине, а музей перевели на новое место в центральную часть города в помещения дома №8 по улице Маршала Жукова.

## Экспозиция
Коллекция Наро-Фоминского историко-краеведческого музея насчитывает 25000 экспонатов.
Экспозиции музея повествуют о древней истории Наро-Фоминского края, о быте и жизни крестьян и рабочих Наро-Фоминской прядильно-ткацкой фабрики, о сражениях и исторических событиях Великой Отечественной войны, о подвигах солдат Второй мировой войны в битве под Москвой, о героях-земляках.
В восьми залах музея находятся ценные документы, фотографии, подлинные фронтовые вещи участников сражений защитников Москвы. Часть экспозиции – собранные материалы о Герое России Вере Волошиной, которые включают в себя её личные вещи, письма, книги, фотографии. 
В помещениях музея постоянно организуются различные выставки, представляющие уникальные экспонаты: 
- «Наро-Фоминск – Город воинской славы»,
- «Звуки музыки из прошлого…» (из истории Апрелевского завода грампластинок),
- «Город славен людьми», «Афганистан – наша память и боль»,
- «Мир животных» худ. В. Андрияшиной,
- многие другие.

Учредителем музея является комитет по культуре, спорту и работе с молодежью Администрации Наро-Фоминского муниципального района.